# Kay Francis
Kay Francis (właśc. Katherine Edwina Gibbs; ur. 13 stycznia 1905 w Oklahoma City, zm. 26 sierpnia 1968 w Nowym Jorku) – amerykańska aktorka filmowa i teatralna.

## Wybrana filmografia
- 1929: Gentlemen of the Press jako Myra May
- 1930: Parada Paramountu jako Carmen
- 1932: Droga bez powrotu jako Joan Ames
- 1932: Złote sidła jako Madame Mariette Colet
- 1936: Biały anioł jako Florence „Flo” Nightingale
- 1940: Kiedy jechali do Daltonowie jako Julie King
- 1942: Zawsze w mym sercu jako Marjorie „Mudge” Scott
- 1945: Allotment Wives jako Sheila Seymour

## Wyróżnienia
Posiada swoją gwiazdę na Hollywoodzkiej Alei Gwiazd.